# Boisredon
Boisredon é uma comuna francesa na região administrativa da Nova Aquitânia, no departamento de Charente-Maritime. Estende-se por uma área de 21,60 km². Em 2010 a comuna tinha 708 habitantes (densidade: 32,8 hab./km²).